# Sugababes
Sugababes je tříčlenná britská dívčí skupina založená v roce 1998. Jejich první album One Touch bylo vydáno v roce 2000. Sugababes doposud vydaly 13 singlů, které dosáhly top 30 žebříčků po celém světě. Jejich 3 alba (z celkového počtu 7), Angels with Dirty Faces (2002), Three (2003) a Taller in More ways (2005) se ve Velké Británii dostala do top 5 místních hitparád. Poslední jmenované bylo dokonce na prvním místě britského žebříčku alb. Celkem jsou Sugababes držitelkami Brit Award za nejlepší britský taneční počin („Best British Dance Act“) roku 2003 a byly nominovány na nejlepší britský singl („Best British Single“) v roce 2006.
- V této skupině nyní působí Heidi Range, Amelle Berrabah a Jade Ewen. V roce 2009 byla nucena opustit skupinu Keisha Buchanan, poslední z původních členek a jedna ze zakladatelek skupiny. Spekulovalo se, že důvodem odchodu byly osobní spory Keishy s Amelle Berrabah. Ovšem to nikdy nebylo potvrzeno. Hned poté se stala novou členkou Jade Ewen, jedna z účastnic soutěže Eurovision Song Contest. V roce 2009 bylo (ještě s Keishou) natočeno video k písni Get Sexy, která je na albu "Sweet 7". Toto (zatím poslední) album bylo vydáno v roce 2010. Na jeho nahrávání se podílela i Keisha Buchanan. Jade Ewen všechny písně přezpívala a album bylo vydáno už s jejími vokály. Na internet se však dostala i verze několika písní s původními vokály Keishy.
- V létě 2012 původní členky Sugababes Siobhan Donaghy, Keisha Buchanan, Mutya Buena na internetu oznámily, že se daly znovu dohromady a nahrávají společně nové album, které má vyjít v roce 2012. Svou skupinu nazvaly Mutya Keisha Siobhan aneb MKS (jak je fanoušci rádi označují). Společně se objevily na Letních olympijských hrách 2012 v Londýně a také na Q Awards 2012.

## Členky

### Současné
- Siobhan Donaghy (1998 - 2001, 2019 - současnost)
- Mutya Buena (1998 - 2005, 2019 - současnost)
- Keisha Buchanan (1998 – 2009, 2019 - současnost)

### Dřívější
- Heidi Range (2001 - 2011)
- Amelle Berrabah (2005 - 2011)
- Jade Ewen (2009 - 2011)

## Diskografie
Studiová alba
- One Touch (2000)
- Angels with Dirty Faces (2002)
- Three (2003)
- Taller in More Ways (2005)
- Change (2007)
- Catfights and Spotlights (2008)
- Sweet 7 (2010)
- The Lost Tapes (2022)